# Naked Attraction
Naked Attraction – Dating hautnah war nach Adam sucht Eva – Gestrandet im Paradies die zweite Nackt-Dating-Show im deutschen Fernsehen. Die erste Staffel wurde im Mai 2017 auf RTL II ausgestrahlt, nachdem das Format erstmals ein Jahr zuvor im britischen Fernsehen gezeigt wurde. Die Staffeln 2 und 3 folgten 2018 und 2019/2020 ebenso unter der Moderation von Milka Loff Fernandes. 2022 und 2023 wurden als Staffeln 4 und 5 Folgen der britischen Ausgabe gezeigt.
Nachdem RTL II die Ausstrahlung nicht mehr fortgesetzt hat, läuft Naked Attraction seit Ende 2023 auf TLC.

## Konzept
Frauen und Männer sollen ihren möglichen Traumpartner anhand von Körperteilen aussuchen.

„Es geht einfach darum, dass wir sehen wollen: Inwiefern entscheiden physische Merkmale – ganz losgelöst von allen anderen Sachen – über die Attraktivität eines Partners?“

## Ablauf

### RTL II
Ein Single wählt aus sechs nackten Kandidaten, die schrittweise sichtbar werden, einen für ein Date aus. Der Single wird zunächst in einem Einspieler mit Bildern aus seinem Alltag mit Vornamen, Alter, Wohnort und Beruf vorgestellt und erzählt über sich.
Im Studio sieht er sich sechs farbigen Boxen gegenüber, die Körperschemen nur als Schatten erkennen lassen.
1. Unterkörper
Die Vorder- und Seitenwände der Boxen fahren bis auf Taillenhöhe hoch. Der Single tauscht sich mit der Moderatorin über die nacken Unterkörper aus, auch über Pos, nachdem sich die Kandidaten einmal gedreht haben (Das Drehen und Zeigen der Pos findet in etlichen Runden nicht statt). Der Single wählt einen Kandidaten ab, der aus der Box tritt, mit Vorname, Alter und/oder Beruf und Wohnort vorgestellt wird, einen Kommentar abgibt und kurz angezogen gezeigt wird.
2. Oberkörper
Die Vorder- und Seitenwände fahren bis unterhalb der Schulter hoch, es erfolgt eine erneute Abwahl.
3. Gesicht
Die Vorder- und Seitenwände fahren ganz hoch, es erfolgt die dritte Abwahl.
4. Stimme
Die Kandidaten werden von der Moderatorin gefragt, was sie an ihrem Körper mögen und was nicht, und sprechen darüber bzw. antworten auf andere Fragen. Der vierte Kandidat wird abgewählt.
5. Nackter Single
Die zwei restlichen Kandidaten treten aus ihren Boxen und stellen sich nah gegenüber von Moderator und Single auf. Der Single verlässt kurz die Bühne, um sich auszuziehen und zeigt sich den Kandidaten nun ebenfalls nackt. Nach einem kurzen Austausch erfolgt die letzte Abwahl.
6. Date
Der Single trifft sich mit seinem Favoriten angezogen in einem Lokal. Danach geben beide ein Resümee ab.

Pro Episode erfolgen zwei Runden mit jeweils einem Single und sechs Kandidaten. Über die Sendung verteilt werden kurze, gezeichnete Beiträge über Erotik und Sexualität gezeigt.

### TLC
Die seit 2023 ausgestrahlte TLC-Version folgt dem Ablauf der RTL II-Version, beschränkt sich aber auf fünf Kandidaten zur Auswahl und lässt den 4. Schritt entfallen. 

## Kandidaten
Die Kandidaten der ersten Staffel (vier Folgen) wurden überwiegend mit einem Alter von Mitte bis Ende 20 vorgestellt.
Für Medienschlagzeilen sorgte nach der ersten Folge, dass unter den Kandidaten Pornodarsteller überdurchschnittlich vertreten sind, so auch die Date-Gewinnerin. In der ersten Staffel wählten drei männliche Singles unter weiblichen Kandidaten und fünf weibliche unter männlichen bis auf eine pansexuelle Singlefrau, die auch Frauen, darunter eine Transfrau, zur Auswahl hatte.
In zwei weiteren Folgen suchten ein weiblicher und ein homosexueller Single jeweils unter sechs Männern. In Folge 13 suchte ein polyamores Paar einen Partner oder Partnerin.
Aufgetretene Darsteller:
- Folge 2: Lara Bergmann
- Folge 4: Holly Banks
- Folge 7: Cathy Lugner
- Folge 8: Hanna Secret, Lena-Lisa
- Folge 10: JezziCat, Lou Nesbit, Tatjana Young
- Folge 11: Ennesto Monté, Alina Lamour, Lisa Platin, Jason Steel
- Folge 12: WildcatInk
- Folge 14: Lia Leone, Alyssa Kachelo
- Folge 16: Achi Satorovic[4]

## Folgen und Einschaltquoten
Mit 1,45 Millionen Zuschauern war es der erfolgreichste Neustart bei RTL II seit 2012.
| Folge                    | Titel               | Erstausstrahlung bzw. deutsche Erstausstrahlung | Zuschauer (Gesamt) | Marktanteil | Zuschauer (14 – 49) | Marktanteil |
| ------------------------ | ------------------- | ----------------------------------------------- | ------------------ | ----------- | ------------------- | ----------- |
| Staffel 1                |                     |                                                 |                    |             |                     |             |
| 10                       | Jennifer und Rob    | Mo, 8. Mai 2017                                 | 1,45 Mio.          | 6,4 %       | 0,81 Mio.           | 10,4 %      |
| 20                       | Nancy und Andrea    | Mo, 15. Mai 2017                                | 1,39 Mio.          | 6,3 %       | 0,81 Mio.           | 10,5 %      |
| 30                       | Julien und Ramona   | Mo, 22. Mai 2017                                | 1,26 Mio.          | 5,8 %       | 0,66 Mio.           | 9,1 %       |
| 040                      | Holly und Marco     | Mo, 29. Mai 2017                                | 1,41 Mio.          | 6,6 %       | 0,80 Mio.           | 10,7 %      |
| Staffel 2                |                     |                                                 |                    |             |                     |             |
| 50                       | Britta und Logan    | Mo, 5. Feb 2018                                 | 1,01 Mio.          | 4,6 %       | 0,56 Mio.           | 7,9 %       |
| 60                       | Andrew und Michaela | Mo, 12. Feb 2018                                | 1,12 Mio.          | 4,7 %       | 0,68 Mio.           | 8,8 %       |
| 70                       | Cathy und Robin     | Mo, 19. Feb 2018                                | 1,35 Mio.          | 6,2 %       | 0,88 Mio.           | 11,9 %      |
| 80                       | Nadja und Uwe       | Mo, 8. Okt 2018                                 | 0,77 Mio.          | 3,9 %       | 0,39 Mio.           | 6,0 %       |
| 90                       | Tanja und Markus    | Mo, 15. Okt 2018                                | 0,87 Mio.          | 4,2 %       | 0,47 Mio.           | 7,3 %       |
| 100                      | Alice und Jeanette  | Mo, 22. Okt 2018                                | 0,77 Mio.          | 3,6 %       | 0,42 Mio.           | 6,3 %       |
| Staffel 3                |                     |                                                 |                    |             |                     |             |
| 110                      | Ennesto und Lisa    | Mo, 13. Mai 2019                                | 0,79 Mio.          | 4,7 %       | 0,32 Mio.           | 5,2 %       |
| 120                      | Sarai und Mario     | Mo, 4. Mai 2020                                 | 0,72 Mio.          | 3,0 %       | 0,38 Mio.           | 5,6 %       |
| 130                      | Saskia und Andreas  | Mo, 11. Mai 2020                                | 0,66 Mio.          | 4,1 %       | —                   | —           |
| 140                      | Sabrina und Skyler  | Mo, 18. Mai 2020                                | 1,03 Mio.          | 4,7 %       | 0,53 Mio.           | 8,2 %       |
| 150                      | Hilde und Steven    | Mo, 25. Mai 2020                                | 0,83 Mio.          | 3,5 %       | 0,42 Mio.           | 6,0 %       |
| 160                      | Anni und Achi       | Do, 30. Jul 2020                                | 0,52 Mio.          | 3,4 %       | 0,18 Mio.           | 4,4 %       |
| Staffel 4 (UK-Staffel 1) |                     |                                                 |                    |             |                     |             |
| 170                      | Aina und Mal        | Mo, 10. Okt 2022                                | 0,35–0,40 Mio.     | —           | 0,10 Mio.           | 4,2–5,7 %   |
| 180                      | Darryl und Ania     | Mo, 17. Okt 2022                                |                    |             |                     |             |
| 190                      | Tracy und Matthew   | Mo, 24. Okt 2022                                | 0,46 Mio.          | —           | —                   | 3,5 %       |
| 200                      | Sapphire und Kieron | Mo, 31. Okt 2022                                |                    |             |                     |             |
| 210                      | Rebecca und Dan     | Mo, 7. Nov 2022                                 |                    |             |                     |             |
| Staffel 5 (UK-Staffel 2) |                     |                                                 |                    |             |                     |             |
| 220                      | Dom und Izzy        | Do, 14. Sep 2023                                |                    |             |                     |             |
| 230                      | Marlie und Adam     | Do, 21. Sep 2023                                |                    |             |                     |             |
| 240                      | Adele und Jack      | Do, 28. Sep 2023                                |                    |             |                     |             |

Gesendet wurde montags um 22.15 Uhr. Die Ausstrahlung der zweiten Staffel erfolgte in zwei Blöcken. Eine Folge der dritten Staffel wurde im Mai 2019 und vier weitere Folgen im Mai 2020 montags ausgestrahlt, die letzte noch verbliebene Folge im Juli 2020 an einem Donnerstagabend. Nach zwei Jahren Pause wurde eine vierte Staffel im Oktober 2022 aufgelegt. Diese umfasste alle synchronisierten fünf Ausgaben der ersten britischen Staffel von 2016. Im September 2023 folgte als fünfte Staffel die synchronisierte zweite britische Staffel von 2017, von deren zehn Ausgaben drei an Donnerstagen gezeigt wurden. 

## Kritiken
„Was soll die Aufregung, die Skandalisierung dieser kleinen Titti-Popo-Dödel-Show? Ein paar skurrile Nudisten haben Spaß mit sich und ihrem Körper, niemand wird hier großartig veräppelt. Die Show hat Dynamik, ist bunt, lustig, ungewöhnlich – und irgendwie gerade in der Durchschnittlichkeit der Kandidaten ein überraschender und wohltuender Gegenentwurf zu perfekt gestylten Bachelorettes. Ein kleiner, lustiger bunter Nacktclub am Montagabend. Nicht mehr und auch nicht weniger.“

„Man kann diese Sendung namens „Naked Attraction“ für den Untergang des Abendlandes halten und läge womöglich nicht völlig falsch. Aber vor allem ist sie der vorläufige Höhepunkt des Trends zu immer größerer Effizienz in Kuppelshows. Der Penis gefällt, die Brüste sind akzeptabel – da hat man doch schon mal ein paar Dinge geklärt, die sonst später zu Enttäuschungen führen könnten.“

„Hier ist erstaunlich viel Platz für Wertschätzung und Menschen, die nicht ganz so perfekt selbstoptimiert sind.“

## FSF-Prüfung
Die Begutachtung durch die Freiwillige Selbstkontrolle Fernsehen ergab eine Altersfreigabe ab 16 Jahren. Kriterien waren der respektvolle Umgang der Kandidaten miteinander, eine nichtvorhandene negative Bewertung körperlicher Makel und dass Ab-16‑Jährigen zugetraut wird, „das Format und die porträtierte Nacktheit einordnen und vor dem Hintergrund ihrer eigenen Lebenserfahrung relativieren zu können.“

## Ausstrahlung im Ausland
Im Ausland wird die Dating-Show im britischen Fernsehen auf Channel 4 ausgestrahlt.